# 금강반야경소론찬요조현록
금강반야경소론찬요조현록(金剛般若經疏論纂要助顯錄)은 고려 우왕 4년(1378년)에 충주 청룡사에서 간행한 것으로,『금강반야경』에 대해 설명한『금강반야경소론찬요』를 다시 한번 풀이한 것이다. 대한민국 전북특별자치도 익산시에 있는 원광대학교에서 소장하고 있다. 1998년 11월 27일 전라북도의 유형문화재 제164호로 지정되었다.

## 개요
『금강반야경』은 ‘금강반야바라밀경’또는 ‘금강경’이라고도 하는데, 금강석과 같은 지혜로 모든 고통의 고리를 끊어야만 깨달음의 세계에 도달하게 된다는 내용을 담고있는 경전이다. 우리나라에서는 공(空)사상을 근본으로 하는 반야부 계통의 경전 가운데『반야심경』다음으로 널리 읽히고 있다.
이 책은 고려 우왕 4년(1378)에 충주 청룡사에서 간행한 것으로,『금강반야경』에 대해 설명한『금강반야경소론찬요』를 다시 한번 풀이한 것이다. 닥종이에 찍은 목판본으로 크기는 가로 16cm, 세로 29cm이며, 마지막 장의 한면이 누락된 것을 제외하면 보존상태도 매우 양호한 편이다.
600년이 넘는 오래된 책으로 불교용어, 이두식 표기 등을 연구하는 자료로서의 가치가 있으며, 이 책과 동일한 동국대학교 소장본이 보물 제720호로 지정되어 있다.

## 참고 자료
- 금강반야경소론찬요조현록 - 국가유산청 국가유산포털